# امیر حمزه (بازیکن کریکت)
امیر حمزه (انگلیسی: Amir Hamza؛ زادهٔ ۱۵ اوت ۱۹۹۱) بازیکن کریکت اهل افغانستان است.